# ويليام هوفمان
ويليام هوفمان (بالإنجليزية: William Hoffman)‏ هو ضابط أمريكي، ولد في ديسمبر 1807 في نيويورك في الولايات المتحدة، وتوفي في 1884 في روك أيلاند في الولايات المتحدة.